# Rydsgårds gods
Rydsgård är en herrgård i Villie socken i Skurups kommun i Skåne.
Rydsgårds gods ligger 5 kilometer norr om Rydsgårds tätort. Huvudbyggnaden, ursprungligen uppförd 1740, består av ett större envåningshus med frontespis samt två lägre flyglar. Den ligger vid södra stranden av en liten insjö, alldeles på gränsen mellan slätten och den vackra skogsbygden. På andra sidan sjön finns Rydsgårdstenen, en runsten. En promenadstig genom bokskogen leder fram till runstenen.

## Historia
Den egentlige grundläggaren av godset är generalauditören Joakim Ehrenbusch, som efter fru Metta Rosencrantz på Häckeberga (död 1683) blev ägare av den då ännu obetydliga egendomen och utökade den genom inköp av en mängd kringliggande gårdar. Från hans halvbror Anders Præbis köptes det för en ringa summa 1715 av häradshövdingen Sven Hallenberg (1720 adlad Hallenborg). Inom släkten Hallenborg stannade godset till 1903, då det såldes till ett aktiebolag, Rydsgårds Jordbruks-AB, med Wilhelm Westrup som verkställande direktör. På 1930-talet arbetade Ninni Kronberg på godset med att utveckla framställningen av torrmjölk. Godset gick i arv i några led och såldes 1972 till det nybildade Rydsgårds Gods AB som ägdes och drevs av Ulrik och Urban Wehtje. 2009 såldes godsets 1 118 hektar till George Bergengren, Pugerup och Böketofta Jordbrukskompani AB. 